# 박수연 (1979년)
박수연(1979년 10월 4일 ~ )은 대한민국의 배우이자 모델이다.

## 학력
- 동국대학교 대학원 경찰행정학과 석사과정
- 동국대학교 대학원 경찰행정학과 박사과정

## 출연작

### 드라마 & 시트콤
- 《라이딩 인생》 (ENA, 2025년) - 지숙 역
- 《악의 꽃》 (tvN, 2020년) - 배은석 역
- 《자백》 (tvN, 2019년) - 유현이 역
- 《마더》 (tvN, 2018년) - 설악 모 역
- 《복수노트 2》 (XtvN, 2018년) - 채송아 역
- 《아르곤》 (tvN, 2017년) - 남연정 역
- 《구해줘》 (OCN, 2017년) - 최순경 역
- 《워킹 맘 육아 대디》 (MBC, 2016년) - 방글이 담임선생님 역
- 《미생》 (tvN, 2014년)
- 《연애 말고 결혼》 (tvN, 2014년) - 잡지 인터뷰 진행자 역
- 《왔다! 장보리》 (MBC, 2014년) - 김 간호사 역
- 《호텔킹》 (MBC, 2014년)
- 《선녀가 필요해》 (MBC, 2012년)
- 《넝쿨째 굴러온 당신》 (KBS2, 2012년) - 보육원 직원 역
- 《내 마음이 들리니》 (MBC, 2011년) - 간호사 역
- 《49일》 (SBS, 2011년) - 김선영 역

## 수상
- 2016년 머슬마니아 맥스큐 피트니스 세계대회 선발전 스포츠 모델 여자 그랑프리
- 2016년 머슬마니아 맥스큐 피트니스 세계대회 선발전 스포츠 모델 여자 클래식 1위
- 2016년 머슬마니아 맥스큐 피트니스 세계대회 선발전 미즈 비키니 클래식 2위
- 2016년 글로벌 자랑스런 세계인 한국인 대상 문화예술공헌부문
- 2016년 국제 참예술인대상 공로상
- 2016년 제11회 아시아 문예대상 방송연예부문 탤런트 대상